# Dorfkirche Neupetershain-Nord

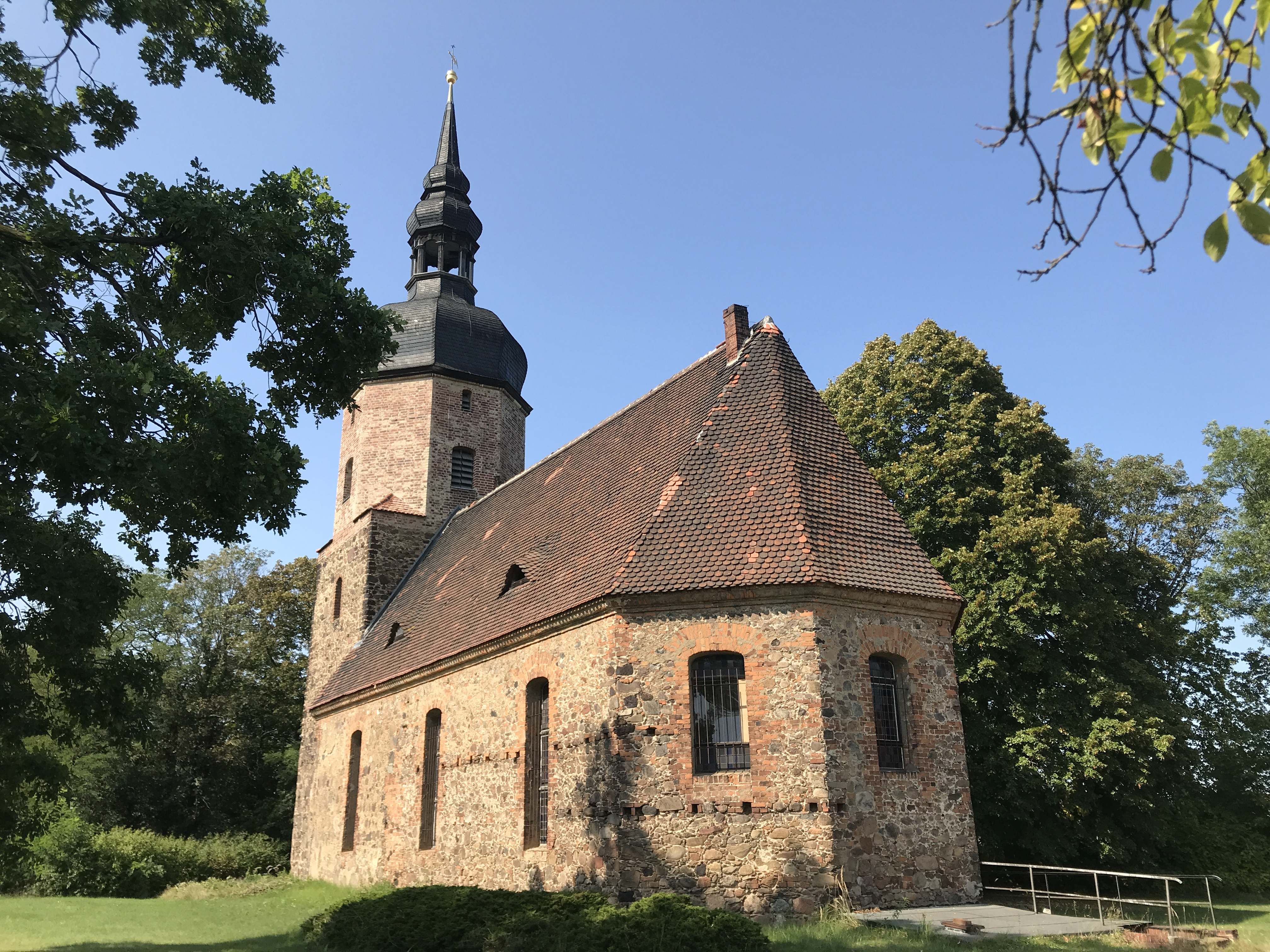
Dorfkirche Neupetershain-Nord

Die evangelische Dorfkirche Neupetershain-Nord ist eine Feldsteinkirche aus der ersten Hälfte des 15. Jahrhunderts in Neupetershain-Nord, einem bewohnten Gemeindeteil der Gemeinde Neupetershain im Landkreis Oberspreewald-Lausitz im Land Brandenburg. Die Kirchengemeinde gehört zum Kirchenkreis Cottbus der Evangelischen Kirche Berlin-Brandenburg-schlesische Oberlausitz.

## Lage
Die Bundesstraße 169 führt von Südwesten kommend in nordnordöstlicher Richtung durch den Ort. Sie wird von der Karl-Marx-Straße gekreuzt, die von Norden kommend in den Ort führt. Nordwestlich dieser Kreuzung zweigt die Kirchstraße nach Westen hin ab. Die Kirche steht nördlich der Kreuzung Karl-Marx-Straße/Kirchstraße auf einem Grundstück, das mit einem Zaun eingefriedet ist.

## Geschichte
Zur Baugeschichte und deren Interpretation gibt es unterschiedliche Angaben. Die Kirchengemeinde verweist auf einer Informationstafel neben der Kirche auf das Meißner Bistumsmatrikel aus dem Jahr 1346, in dem erstmals eine Kirche erwähnt wurde. Dabei könnte es sich jedoch um einen hölzernen Vorgängerbau handeln. Das Brandenburgische Landesamt für Denkmalpflege und Archäologische Landesmuseum (BLDAM) vermutet in seiner Denkmaldatenbank, dass das Bauwerk „wohl“ in der ersten Hälfte des 15. Jahrhunderts unter Einbezug eines Vorgängerbaus aus dem 13. Jahrhundert entstand. Mauerstücke dieser Kirche sind auf der Nordseite des Kirchenschiffs zu erkennen.
In den Jahren 1724/1725 wurde das Schiff um rund 4,50 m nach Osten hin verlängert und der Chor neu errichtet. Gleichzeitig wurden die Ringmauern erhöht und die Fenster „barock“ vergrößert. In den Jahren 1733/1734 wurde der Kirchturm aufgemauert. Er erhielt einen oktogonalen Aufsatz aus Mauersteinen und eine neue Turmhaube. Im Jahr 1815 muss es bereits eine Orgel gegeben haben, die in einem Dokument des Lehrers David Traugott Kopf erschien, als er den örtlichen Pfarrer besuchte. Das Instrument wurde 1905 von Gustav Heinze durch einen Neubau ersetzt. Im Jahr 1830 fiel bei einem Sturm die Spitze des Kirchturms auf das Kirchenschiff und beschädigte es erheblich. Im Jahr 1934 entstand am Westportal ein Vorbau mit Dach. 1935 brannte eine benachbarte Scheune und setzte den Kirchturm durch Funkenflug ebenfalls in Brand. Im Jahr 1937 wurden die Schäden beseitigt. In den Jahren 2017/2018 erfolgte eine Sanierung des Kirchturms. Dabei wurden Kriegsschäden aus dem Zweiten Weltkrieg bewusst gesichert und nicht ausgebessert.

## Baubeschreibung

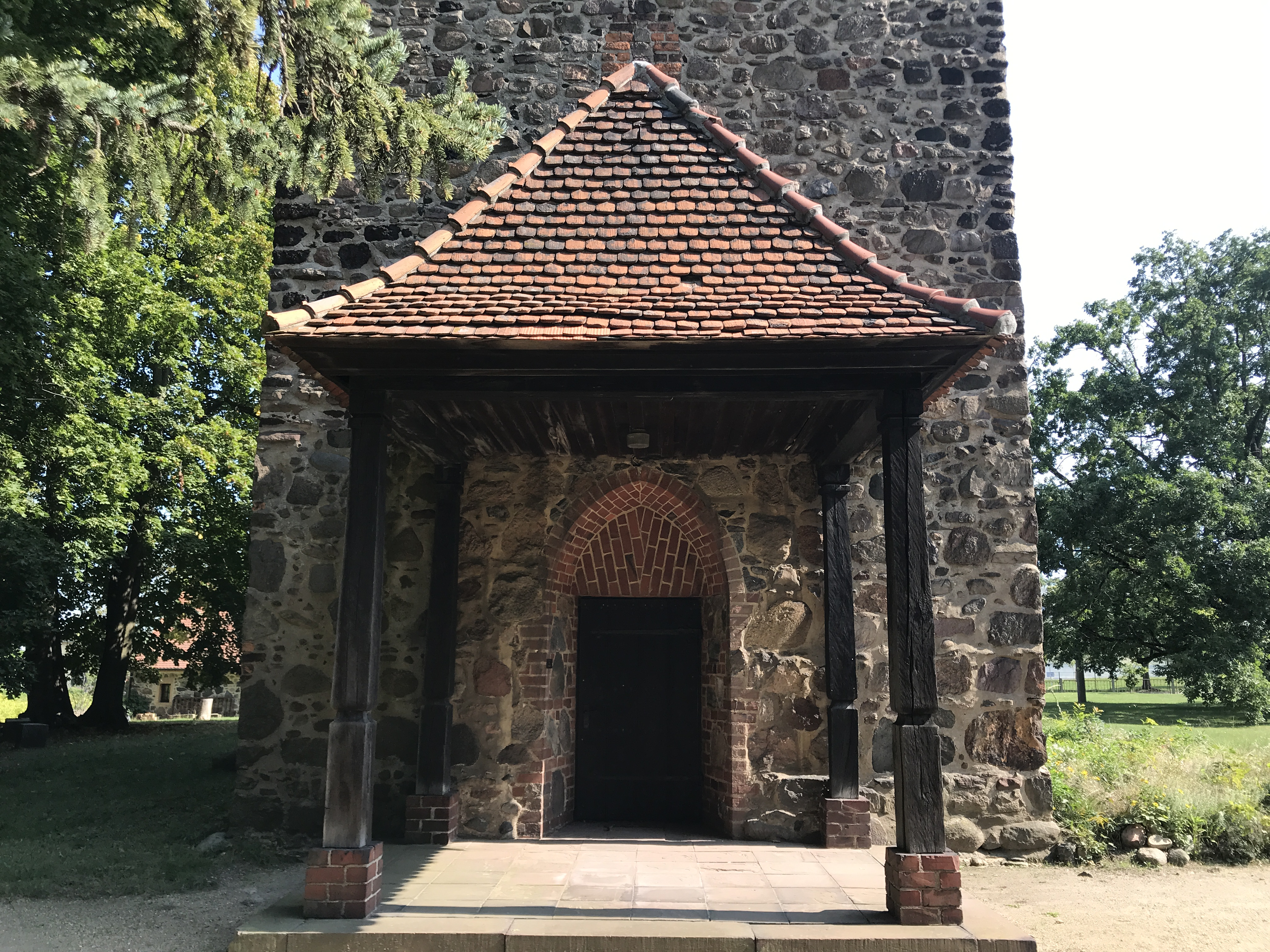
Westportal

Das Bauwerk entstand im Wesentlichen aus Feldsteinen, die weder behauen, noch lagig geschichtet wurden. Bei Ausbesserungsarbeiten und den Umbauten im 18. Jahrhundert kam bevorzugt heller Mauerstein zum Einsatz. Der Chor ist polygonal und nicht eingezogen. In jedem der drei Felder ist ein hohes, bienenkorbförmiges Fenster, dessen Laibung in rötlichem Mauerstein eingefasst wurde. Am Übergang zum Dach ist eine umlaufende Voute.
Das Kirchenschiff hat einen rechteckigen Grundriss. Im nordöstlichen Bereich sind erhebliche Ausbesserungsarbeiten erkennbar. Hier befinden sich auch behauene und lagig geschichtete Feldsteine, die von einem Vorgängerbau aus dem 13. Jahrhundert stammen könnten. Mittig ist eine bienenkorbförmige Pforte, gefolgt von einem kleinen, rechteckigen Anbau im Westen. Er kann durch eine spitzbogenförmige Pforte von Norden her betreten werden. An der Ostseite ist ein kleines, hochrechteckiges Fenster. Der Anbau schneidet im nordwestlichen Bereich ein mittlerweile zugesetztes Fenster. Im westlichen Bereich ist eine mit Mauersteinen zugesetzte Pforte zu erkennen. Ihre Laibung wird von einem barock vergrößerten Fenster im nordöstlichen Bereich geschnitten. Die Südseite des Schiffs ist im Vergleich zur Nordseite des Langhauses schlicht gestaltet. Dort sind drei hohe Fenster, die sich annähernd über die gesamte Höhe der Fassade erstrecken.
Der Kirchturm hat einen quadratischen Grundriss und nimmt die volle Breite des Kirchenschiffs auf. Im Westen ist ein spitzbogenförmiges Portal mit einer hochrechteckigen Pforte; davor ein quadratischer Vorbau mit hölzernen Säulen und einem Satteldach, das nach Westen hin abgewalmt ist. In etwa auf der Höhe des Dachs des Kirchenschiffs befindet sich im Turm in den drei zugänglichen Seiten je ein kleines Rundbogenfenster. Oberhalb des Dachfirsts des Schiffs geht der zuvor aus Feldstein errichtete Turm in einen oktogonalen Aufsatz über, der aus Mauersteinen erstellt wurde. In jede Himmelsrichtung zeigt dabei eine bienenkorbförmige Klangarkade, darüber ist je eine kleine Öffnung. Der Turm schließt mit einer mächtigen, geschweiften Haube und einer darüberliegenden Laterne mit Turmkugel und Adler ab.

## Ausstattung
Das Altarretabel ist in Form einer Ädikula gestaltet und stammt aus der Zeit um 1700. Es ist seitlich mit Weinlaub und Knorpelwerk verziert. In der Predella ist das Abendmahl Jesu zu sehen, im Altarblatt ein moderner Kruzifixus. Der Altarauszug besteht aus einem ovalen Gemälde der Auferstehung Jesu Christi, darüber der Gottesname. Seitlich steht der polygonale Kanzelkorb. Zur weiteren Kirchenausstattung gehört eine hölzerne Fünte aus der zweiten Hälfte des 17. Jahrhunderts. Sie ist in Form eines Kelches gestaltet und an ihrer Kuppa mit Knorpelwerk und Grotesken verziert. Ein Epitaph aus Sandstein erinnert an die Familie von Schütz. Es besteht aus einer großen Kartusche mit Inschrift und Wappen, begleitet von den allegorischen Figuren Glaube und Hoffnung. Ein weiteres Epitaph erinnert an die 1826 verstorbene Louise von Pannwitz. Die Hufeisenempore stammt aus dem späten 17. Jahrhundert. Das Bauwerk ist im Innern flach gedeckt.